# 中村晶晴
中村 晶晴（なかむら まさはる）は、日本の地方公務員。東京都総務局総合防災部長、東京都危機管理監、東京都人事委員会事務局長、東京都社会福祉協議会副会長などを歴任した。

## 人物・経歴
1974年東京都立大学人文学部卒業、東京都入庁。東京都産業労働局参事（沿岸環境開発資源利用センター業務部長）、東京都産業労働局参事（観光産業担当）、東京都総務局総合防災部長、東京都危機管理監、東京都人事委員会事務局長を経て、2009年東京都社会福祉協議会副会長。2010年第一生命保険公法人部顧問。2015年NBCR対策推進機構会長代行。2021年瑞宝小綬章受章。